# Adidas

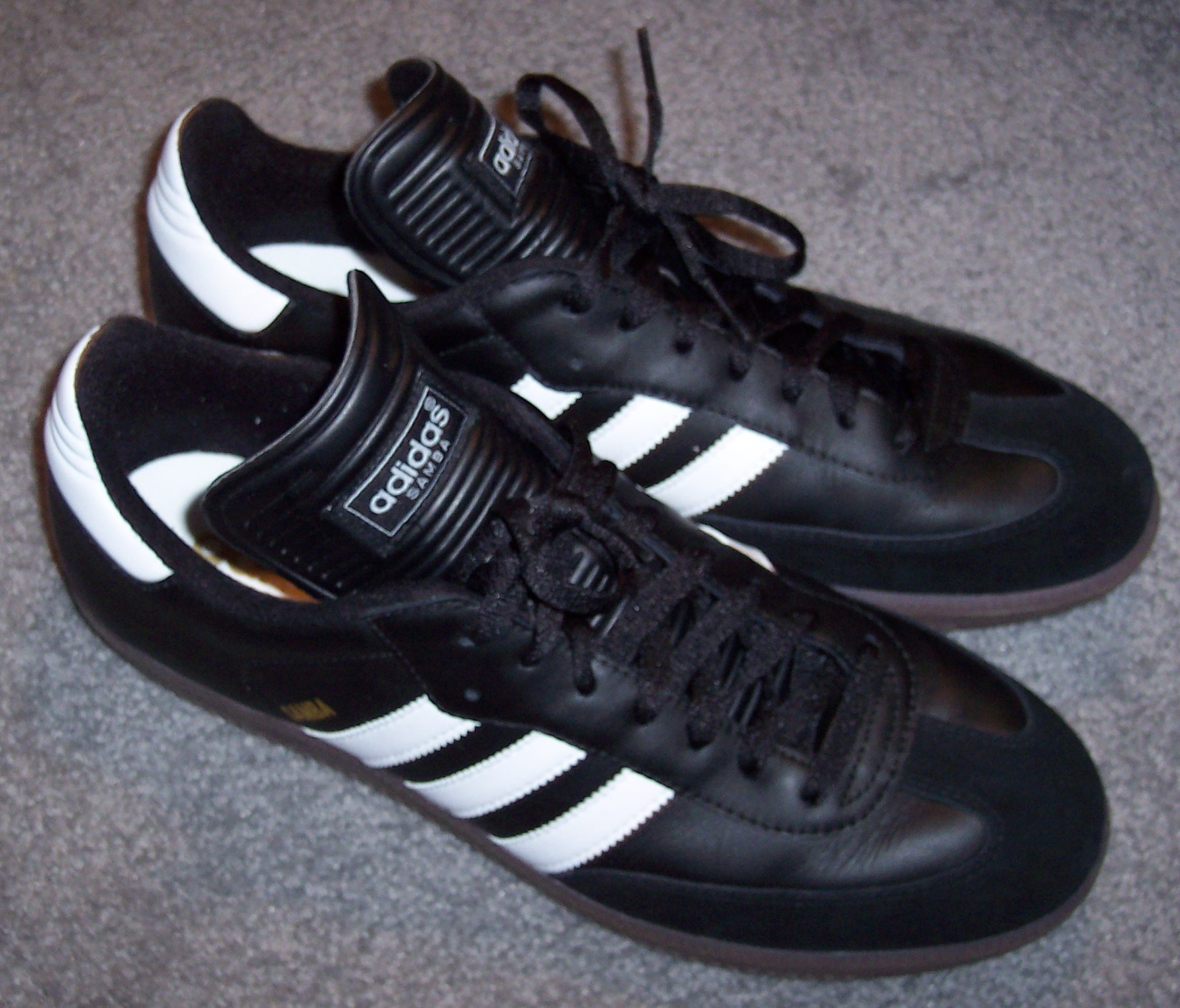
Schoenen van Adidas

Adidas AG (Duits: [ˈʔadiˌdas]; sinds 1949 gestileerd als adidas) is een Duitse multinational, opgericht en gevestigd in Herzogenaurach, Duitsland, die schoenen, kleding en accessoires ontwerpt en produceert. Het is de grootste fabrikant van sportkleding in Europa en de op één na grootste ter wereld, na Nike. Het is de houdstermaatschappij van de Adidas Group, die bestaat uit 8,33% van de Duitse voetbalclub FC Bayern München en Runtastic, een Oostenrijks fitnesstechnologiebedrijf.

## Geschiedenis
De gebroeders Adolf en Rudolf Dassler begonnen in 1920 met het maken van schoenen in Herzogenaurach, bij Neurenberg in Beieren. Met de opkomst van Adolf Hitler in de jaren 1930, werden beide broers lid van de nazipartij, waarbij Rudolf de reputatie van meest fanatieke nazi kreeg. Rudolf werd later gevangengenomen, terwijl Adi achterbleef om laarzen te produceren voor de Wehrmacht. De oorlog verscherpte de verschillen tussen de broers en hun vrouwen. Rudolf werd, na zijn gevangenneming door Amerikaanse troepen, verdacht van het lidmaatschap van de SS. De informatie zou door niemand minder dan zijn broer Adi verstrekt zijn.
Rond 1948 werd de kloof tussen de broers groter. Rudolf verliet het bedrijf in 1949 om Puma te beginnen aan de andere kant van de stad (over de Aurach River), en Adolf Dassler noemde het bedrijf adidas, naar zijn roepnaam Adi Dassler.
De tweestrijd tussen de broers deelde ook de bevolking van het dorp. De bekendste strijd tussen Adidas en Puma in Nederland draaide om Johan Cruijff. In de jaren 70 was Adidas de sponsor van het Nederlands elftal. Cruijff had echter een contract met Puma. Gezien de rivaliteit tussen beide merken, dreigde Puma het contract met Cruijff en René van de Kerkhof die ook bij Puma onder contract stond te verbreken indien zij in een adidas-tenue met drie strepen zouden spelen. Adidas zou zich als sponsor terugtrekken als Cruijff met Puma schoenen zou spelen. Uiteindelijk speelden zowel Cruijff als René van de Kerkhof die ook bij Puma onder contract stond als enige twee Nederlandse spelers in een shirt met twee strepen, terwijl alle anderen een shirt met drie strepen aan hadden. Deze shirts waren overigens wel door Adidas geproduceerd, wat te zien was aan het driebladmotief op de borst.
Het bedrijf leverde onder meer schoenen aan Duitse voetbalelftal in 1954. Hiervan konden de noppen verwisseld worden. De tweedelige film De Dassler broers: Adidas versus Puma gaat over de eerste vijftig jaar van het bedrijf.
Adidas kreeg het eind 20e eeuw zwaar te verduren door de concurrentie van onder meer Nike. In 1997 nam het bedrijf de Franse Salomon Group over, die vooral in wintersportartikelen actief was (ski, snowboard), maar ook in de golfsport (met het merk TaylorMade). De naam van het bedrijf veranderde toen in adidas-Salomon. De wintersportdivisie bleek echter verlieslatend en werd in 2005 weer verkocht, aan het Finse Amer Sports. Het golfmerk TaylorMade bleef evenwel bij adidas.
In 2006 slaagde het bedrijf erin zijn positie op de wereldmarkt te versterken door de overname van Reebok. In dat jaar werd ook de naam van de groep hersteld naar Adidas AG. Minder dan 10% van de omzet wordt behaald met de verkoop van Reebok artikelen en het aandeel van Adidas is ruim 90%.
In februari 2021 maakte het bedrijf bekend het Amerikaanse sportmerk Reebok te willen verkopen. In augustus 2021 werd bekend dat Authentic Brand Group (ABG), een Amerikaanse bedrijf dat eigenaar is van onder meer de kledingmerken Forever 21 en Juicy Couture, Reebok gaat overnemen voor 2,1 miljard euro. Op 2 maart 2022 werd de transactie afgerond en Adidas realiseerde een winst van 654 miljoen euro op deze verkoop.

## Kledinglijnen

De drie iconische strepen

In 2023 bestond 55% van de omzet uit sportschoenen, zo'n 40% uit kleding en de resterende 5% betrof ander sportmateriaal. De productie is bijna volledig uitbesteed, de belangrijkste productielanden van het bedrijf zijn Vietnam, Indonesië, de Volksrepubliek China, Cambodja, Turkije en Pakistan. Van het eigen personeel is ruim 80% werkzaam in de verkoop, logistiek of marketing. Ongeveer 20% van de verkopen wordt gerealiseerd in de eigen winkels, ruim 1840 vestigingen in 2023, en eenzelfde percentage via e-commerce. De resterende 60% wordt afgezet via verkoopkanalen van anderen.  
Adidas heeft drie vaste kledinglijnen:
- Het bladvormige logo (Trefoil genoemd, geïntroduceerd in 1972) representeert Adidas Originals, voorheen ook wel adidas Heritage genoemd. Binnen deze lijn komen klassieke items terug in een al dan niet 'geüpdatet' jasje, bedoeld als dagelijks draagbare kleding, bijvoorbeeld de Superstar, de Gazelle en de tracksuites.
- De drie schuin aflopende verticale strepen (geïntroduceerd in 1996) vormen het logo van de Adidas performance-lijn. Deze lijn draagt alle (moderne) sportartikelen. Al zo'n 10 jaar is er daarbinnen een samenwerking met ontwerpster Stella McCartney; haar sportkleding wordt uitgegeven onder Stellasport.
- Adidas NEO met een alledaagse sportieve look voor de jeugd/tieners.

Naast deze drie lijnen heeft het bedrijf in samenwerking met Japanse designer Yohji Yamamoto het merk Y-3. Hierbij staat de Y voor Yohji, de 3 voor de kenmerkende 3 strepen en het verbindende streepje symboliseert de verbinding tussen de twee. Y-3 heeft een futuristische en chique kijk op hedendaagse sportkleding.
Beroemdheden als Pharrell Williams, Katy Perry, Liam Gallagher, Kanye West en Rita Ora hebben in samenwerking met Adidas Originals kleding en/of schoenen uitgebracht. Kayne West werkte sinds 2013 met Adidas samen met de schoenenlijn Yeezy. In oktober 2022 staakte Adidas per direct de samenwerking met Kanye West. Aanleiding zijn de antisemitische berichten die West op sociale media heeft geplaatst. Yeezy-schoenen leveren Adidas naar schatting bijna US$ 2 miljard aan omzet per jaar op, en deze maatregel drukt de winst van Adidas zo'n US$ 250 miljoen in 2022.

## Sponsoring
Het bedrijf is kledingsponsor voor professionele sporters en sportclubs in velerlei sportdisciplines.
Adidas is als langlopende partner van de internationale voetbalbond FIFA de leverancier van de officiële bal voor het wereldkampioenschap voetbal:
- de Telstar (1970)
- de Telstar en de Chile (1974)
- de Tango (1978)
- de Tango España (1982)
- de Azteca (1986)
- de Etrusco Unico (1990)
- de Questra (1994)
- de Tricolore (1998)
- de Fevernova (2002)
- de Teamgeist (2006)
- de Jabulani (2010)
- de Brazuca (2014)
- de Telstar 18 en de Telstar Mechta (2018)
- de Al Rihla (2022)

Ook voor het Europees kampioenschap voetbal mannen georganiseerd door de UEFA levert het bedrijf de officiële bal, waaronder:
- de Tango Europa (1988)
- de Questra Europa (1996)
- de Terrestra Silverstream (2000)
- de Roteiro (2004)
- de Europass (2008)
- de Tango 12 (2012)
- de Beau Jeu (2016).
- de Uniforia (2020)

## Wetenswaardigheden
- "Impossible is Nothing" is de slogan van het bedrijf, die werd ontwikkeld door het Amsterdams kantoor van reclamebureau TWBA (onderdeel van Omnicom Group Inc.). Global Creative Director Boyd Coyner is bedenker van de leus.
- Bij de Olympische Spelen van 2006 maakte adidas een blunder door op de mutsen van de Duitse skiërs de kleuren van de Duitse vlag in de verkeerde volgorde (zwart-geel-rood in plaats van zwart-rood-geel) te drukken, zodat het leek alsof ze met de Belgische driekleur rondliepen. De fout werd in allerijl hersteld.
- In 2005 ontwierp de Britse modeontwerpster Stella McCartney een speciale damescollectie voor het bedrijf, een initiatief dat wegens succes tot 2010 verlengd werd.
- In de jaren tachtig droeg de rapgroep Run-D.M.C. kleding en schoenen (Superstars zonder veters) van adidas. De groep nam in 1986 de single "My Adidas" op.
- De rockband Korn was in haar begindagen eveneens fan van adidas. De band nam in 1997 het nummer "A.D.I.D.A.S." op, dat tot acroniem was gemaakt van "All Day I Dream About Sex". Ironisch genoeg tekende de band een jaar later een sponsordeal met Puma.
- Sinds 2012 doet Snoop Dogg mee in reclamecampagnes van adidas. Hiermee ging het merk weer terug naar het rapthema. In 2016 ontwierp hij voor het merk een nieuwe voetbalschoen.[6]
- In 2021 sprak adidas zich kritisch uit over mensenrechtenschendingen in de Chinese regio Xinjiang.[7] Concreet gebruikt het ook geen katoen meer uit deze regio. Door deze kritiek is er Chinese boycot tegen het bedrijf gestart waardoor de omzet in het land is teruggevallen.[7]
- In 2015 begon Parley for the Oceans een samenwerking met Adidas. De twee organisaties werkten vervolgens samen om producten te produceren die gemaakt waren van geüpcycled plastic.[8] In december 2020 meldde Vogue dat ze "tientallen miljoenen sneakers gemaakt van Parley Ocean Plastic" hadden vervaardigd.[9]

Adidas · Airbus · Allianz · BASF · Bayer · Beiersdorf · BMW · Brenntag · Commerzbank · Continental · Covestro · Daimler Truck · Deutsche Bank · Deutsche Börse · Deutsche Post · Deutsche Telekom · E.ON · Fresenius · Hannover Rück · Heidelberg Materials · Henkel · Infineon · Mercedes-Benz · Merck · MTU Aero Engines · Münchener Rück · Porsche AG · Porsche SE · Qiagen · RWE · Rheinmetall · SAP · Sartorius · Siemens · Siemens Energy · Siemens Healthineers · Symrise · Volkswagen · Vonovia · Zalando